# Ophiactis lethe
Ophiactis lethe is een slangster uit de familie Ophiactidae.
De wetenschappelijke naam van de soort werd in 1949 gepubliceerd door Austin Hobart Clark.